# Antonio Vargas (boxeador)
Antonio Vargas (15 de agosto de 1996, Houston, Estados Unidos) es un boxeador estadounidense en la categoría de peso mosca.
Vargas se crio en la localidad de Kissimmee (Florida). En los Juegos Panamericanos de 2015, celebrados en Toronto, ganó la medalla de oro en la categoría de peso mosca. Compitió en los Juegos Olímpicos de Río de Janeiro 2016. En la ronda de 1/16 perdió su combate con el uzbeco Shakhobidin Zoirov.